# Gynostemma longipes
Gynostemma longipes là một loài thực vật có hoa trong họ Cucurbitaceae. Loài này được C.Y.Wu mô tả khoa học đầu tiên năm 1983.